# Anoxia villosa

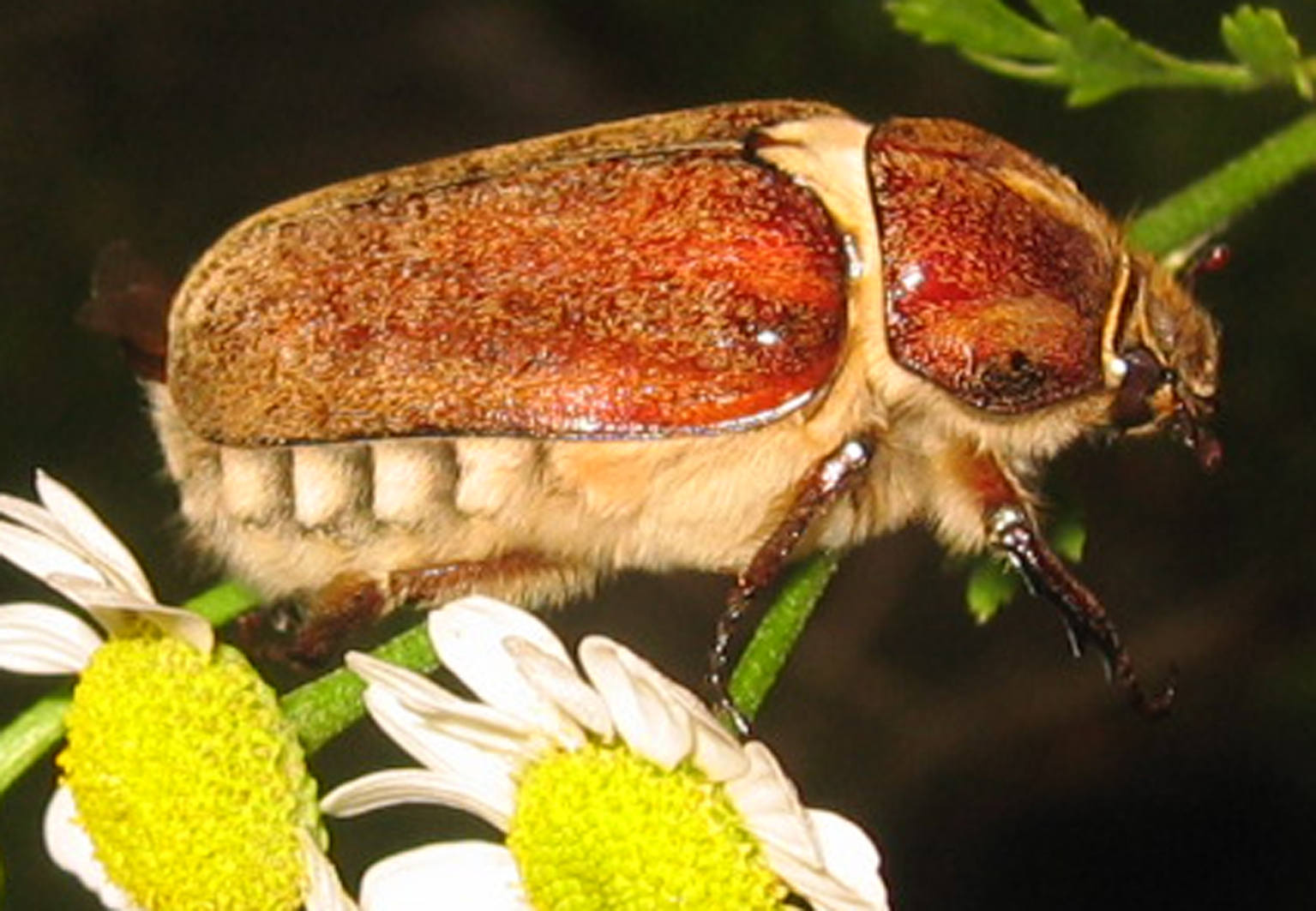
Anoxia villosa, Juni 2007, Hockenheim

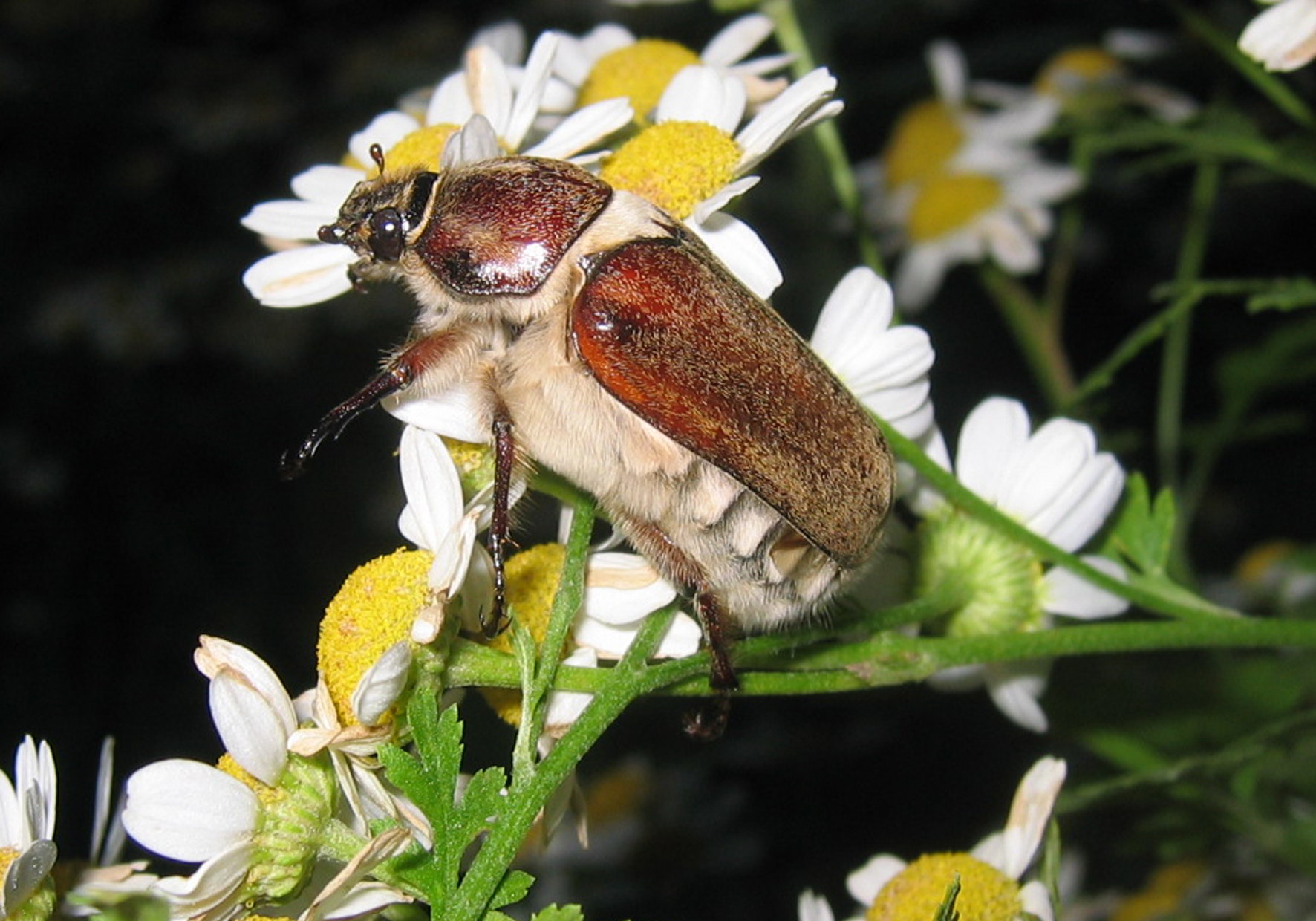
Anoxia villosa

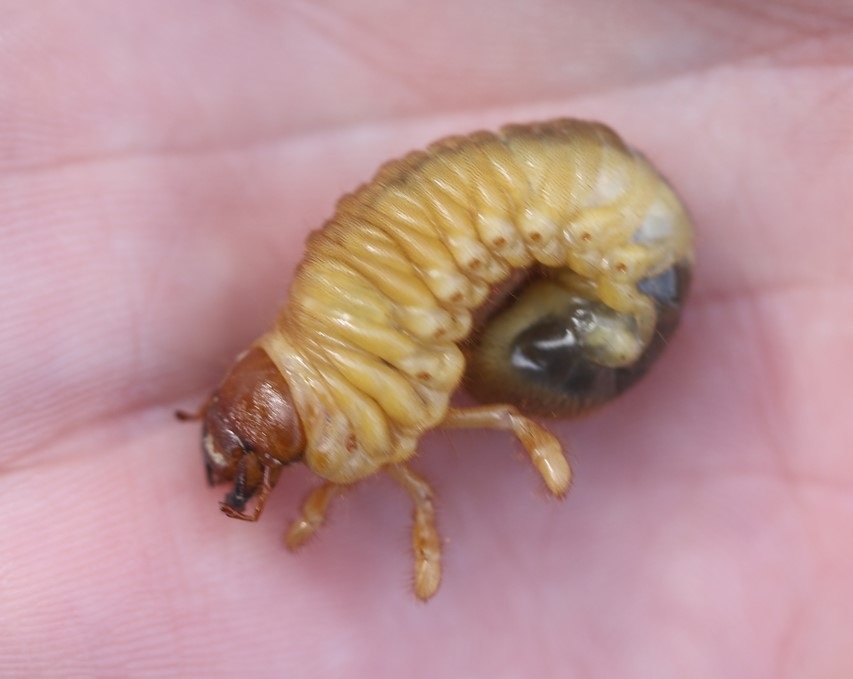
Käferlarve, möglicherweise von Anoxia villosa

Anoxia villosa (deutsch auch Behaarter Maikäfer) ist ein Käfer aus der Familie der Blatthornkäfer (Scarabaeidae). Die Käfer ähneln den in Mitteleuropa heimischen Maikäfern, kommen jedoch in Deutschland nur in einigen Gebieten in der Rheinebene zwischen Kehl und Bingen vor. Sehr häufig waren sie in den Jahren 2003 und 2007 in der Region um Hockenheim anzutreffen.

## Merkmale
Die Käfer werden 23 bis 29 Millimeter lang. Deckflügel und Halsschild sind hellbraun bis rotbraun gefärbt und stark hell behaart. Zwischen Halsschild und Deckflügeln ist der Zwischenraum dicht mit hellen Haaren bewachsen.

## Vorkommen
Die Tiere kommen in Südeuropa und Kleinasien vor, sie dringen aber immer wieder vereinzelt nach Mitteleuropa vor. 

## Lebensweise
Die Larven (Engerlinge) entwickeln sich drei Jahre lang in sandigem Boden und ernähren sich vor allem von Graswurzeln. Sie überwintern im vierten Jahr als Puppe, die Imagines schlüpfen im Juni bis August des nächsten Jahres. Ähnlich den Maikäfern fliegen sie in der Dämmerung, setzen sich auf Baumwipfel ab, wo die Paarung stattfindet. Die Weibchen vergraben sich nach Einbruch der Dunkelheit wieder im Boden; die Männchen bleiben auf den Bäumen sitzen. Je nach Witterung fliegen die Tiere mehrere Tage hintereinander.
Da die Käfer in Mitteleuropa nur lokal auftreten und lediglich in der Dämmerung aktiv sind, richten sie keine nennenswerten Schäden in der Land- und Forstwirtschaft an. In südlicheren Ländern, insbesondere in Spanien, können sie aber in großer Anzahl, ähnlich den Maikäfern in Mitteleuropa auftreten und Schäden vor allem an Obstbäumen und Weinstöcken anrichten.